# Gertrud (Bayern und Sachsen)
Gertrud von Bayern und Sachsen (* wohl 1154; † 1. Juli 1197) war eine Tochter Heinrichs des Löwen, Herzog von Sachsen und Herzog von Bayern, und dessen erster Ehefrau Clementia von Zähringen. Als Ehefrau war Gertrud kurze Zeit Herzogin von Schwaben, später dann Königin von Dänemark.

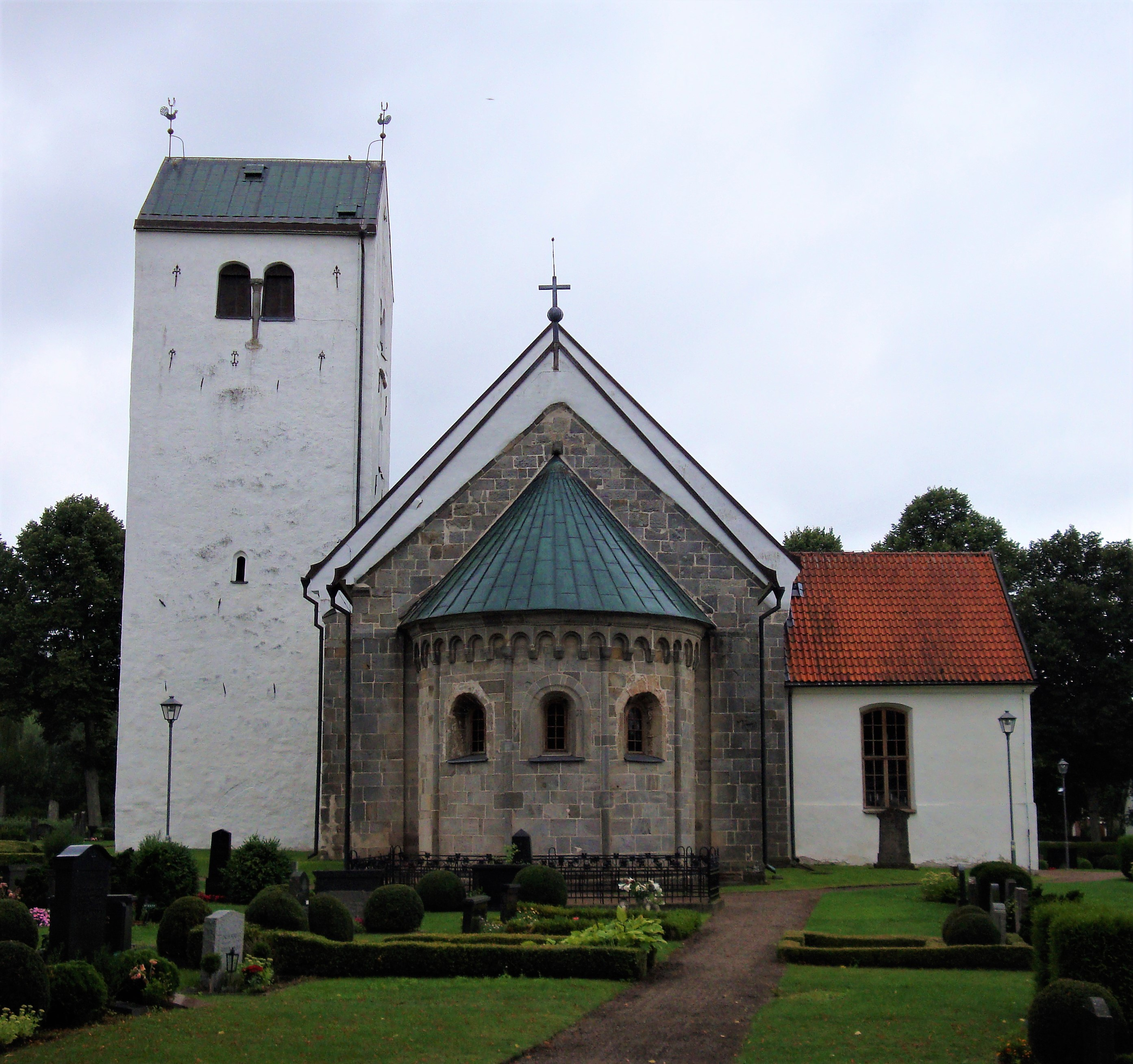
Romanische Marienkirche in Vä

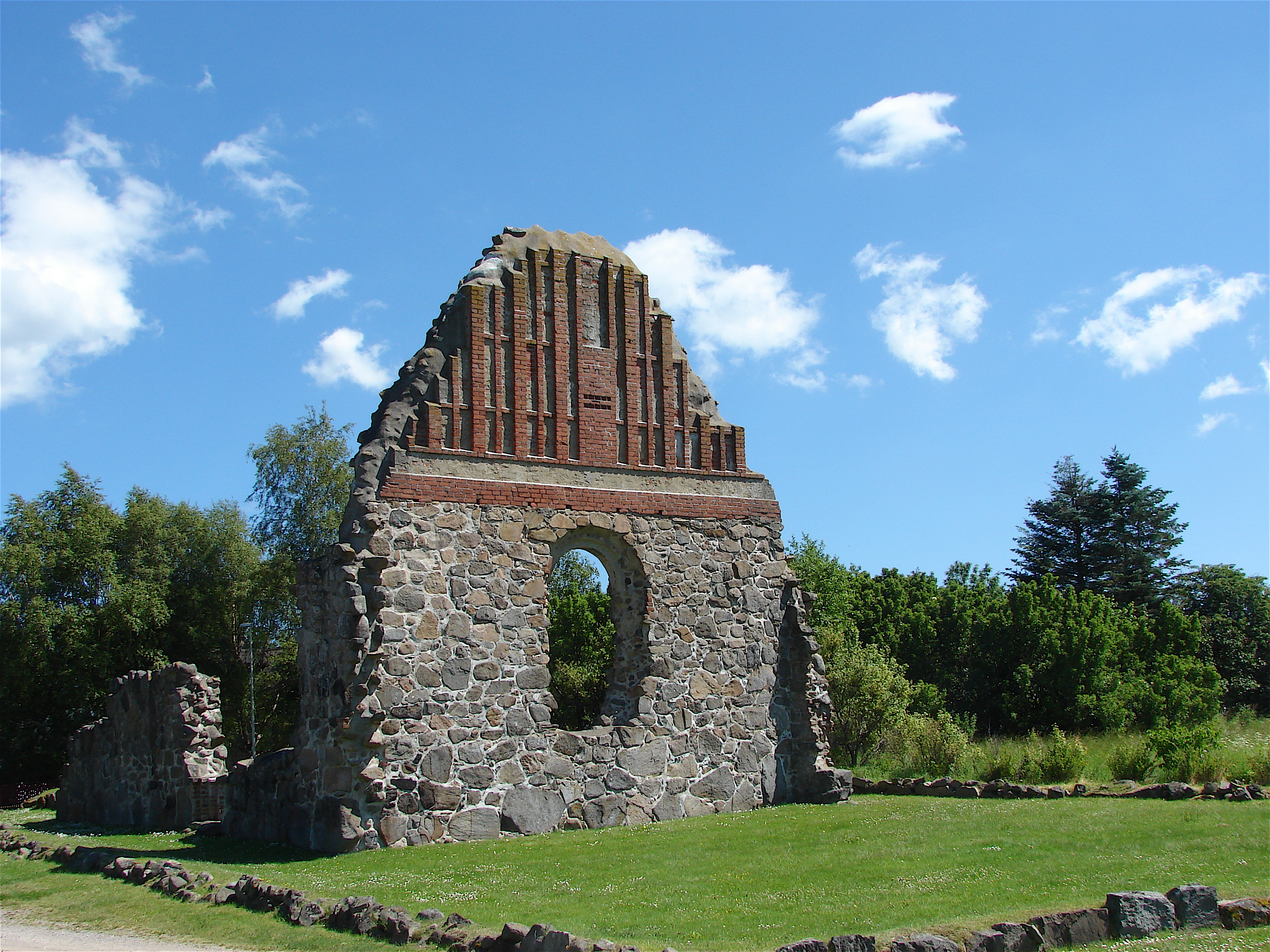
Ruine der Gertrudskapelle in Vä

## Leben
Im Jahr 1166 war Gertrud Teil einer Schlichtung in den Auseinandersetzungen zwischen den Staufern und den Welfen, die Kaiser Friedrich Barbarossa auf dem Hoftag zu Ulm gelang: die zwölfjährige Tochter Heinrichs des Löwen wurde mit dem etwa zehn Jahre älteren Friedrich IV., seit 1152 Herzog von Schwaben, verheiratet. 1167 zog Friedrich IV. mit dem kaiserlichen Heer unter Führung Barbarossas nach Italien, wo ein Großteil des Heeres im August 1167 an einer Seuche erkrankte. Am 19. August 1167 verstarb Friedrich IV. infolge seiner Erkrankung. Die kurze Ehe zwischen Friedrich und der dreizehnjährigen Gertrud blieb kinderlos.
1171 vereinbarte Heinrich der Löwe im Rahmen seiner Friedensvereinbarung mit König Waldemar I. von Dänemark die Verlobung seiner verwitweten Tochter mit dem damals noch acht oder neun Jahre alten dänischen Thronfolger Knut VI. Die Hochzeit fand 1176 oder 1177 statt. Gertruds zweiter Ehemann war 1170 zum König von Dänemark gekrönt worden, zur Zeit der Heirat Statthalter in Schonen und folgte 1182 seinem Vater als Knut VI. im Amt. Auch diese Ehe blieb kinderlos, da – wie der Chronist Arnold von Lübeck berichtet – das Paar in Keuschheit lebte.
Gertrud starb am 1. Juli 1197 und wurde in Vä begraben. Dieser Ort liegt in Schonen, einer historischen Provinz im Süden Schwedens, die bis ins 17. Jahrhundert zu Dänemark gehörte.  In Vä wurde  um 1160 von Erzbischof Eskil von Lund, der 1170 Gertruds Ehemann Knut VI. in Ringsted zum König krönte, ein Prämonstratenserkloster gegründet. Dieses Kloster wurde 1213 durch einen Brand zerstört, woraufhin die Chorherren in das nahegelegene Bäckaskog wegzogen.
Gertruds Grab existiert nicht mehr. Möglicherweise wurde sie in der romanischen Marienkirche bestattet, die aus dem 12. Jahrhundert stammt und den Klosterbrand von 1203 überstand. Auch die Gertrudskapelle, von der nur noch eine Ruine mit einem Westgiebel aus dem 15. Jahrhundert steht, kommt als Grablege in Frage. Gertruds Ehemann Knut VI. starb 1202 und wurde in der St.-Bendts-Kirche in Ringsted bestattet, der damaligen Grablege der Könige von Dänemark.